# Гедо
Гедо (на сомалийски: Gedo) е административен регион в Сомалия. Столицата ѝ е Гарбахарей. Създаден е през 1980-те и граничи с Етиопия, Кения.

## Население
Според САЩ населението на Гедо е 690 000 души.